# Thanh Phú, Bình Long
Thanh Phú là một xã thuộc thị xã Bình Long, tỉnh Bình Phước, Việt Nam.

## Địa lý
Xã Thanh Phú nằm ở phía bắc thị xã Bình Long, có vị trí địa lý:
- Phía đông và phía tây giáp huyện Hớn Quản
- Phía nam giáp các phường An Lộc và Phú Thịnh
- Phía bắc giáp xã Thanh Lương.

Xã có diện tích 29,61 km², dân số năm 1999 là 10.146 người, mật độ dân số đạt 343 người/km².

## Lịch sử
Trước đây, Thanh Phú là một xã thuộc huyện Bình Long, được thành lập vào ngày 26 tháng 12 năm 1997 trên cơ sở 1.689 ha diện tích tự nhiên và 6.043 người của xã Thanh Lương, 1.272 ha diện tích tự nhiên và 4.371 người của thị trấn An Lộc.
Khi mới thành lập, xã có 2.961 ha diện tích tự nhiên và 10.414 người.
Ngày 11 tháng 8 năm 2009, Chính phủ ban hành Nghị quyết số 35/NQ-CP. Theo đó, chuyển xã Thanh Phú về thị xã Bình Long mới thành lập.